# Élections législatives de 1993 dans l'Aube
Les élections législatives françaises de 1993 se déroulent les 21 et 28 mars 1993. Dans le département de l'Aube, trois  députés sont à élire dans le cadre de trois circonscriptions.

## Élus
| Circonscription | Député sortant  | Parti | Parti    | Député élu ou réélu | Parti | Parti    |
| --------------- | --------------- | ----- | -------- | ------------------- | ----- | -------- |
| 1re             | Pierre Micaux   |       | UDF (AD) | Pierre Micaux       |       | UDF (AD) |
| 2e              | Robert Galley   |       | RPR      | Robert Galley       |       | RPR      |
| 3e              | Michel Cartelet |       | PS       | François Baroin     |       | RPR      |

## Positionnement des partis
Les candidats d'alliance RPR-UDF et divers droite se présentent sous la bannière de l'Union pour la France et ceux du Parti socialiste derrière l'Alliance des Français pour le Progrès. Par ailleurs, Les Verts et Génération écologie s'unissent sous l'étiquette Entente des écologistes.

## Résultats

### Résultats à l'échelle du département
| Parti          | Parti                                 | Premier tour | Premier tour | Second tour | Second tour | Sièges |
| Parti          | Parti                                 | Voix         | %            | Voix        | %           | Sièges |
| -------------- | ------------------------------------- | ------------ | ------------ | ----------- | ----------- | ------ |
|                | Rassemblement pour la République      | 25 561       | 20,72        | 45 820      | 49,30       | 2      |
|                | Union pour la démocratie française    | 20 538       | 16,65        | 19 851      | 21,36       | 1      |
|                | Divers droite                         | 13 261       | 10,75        |             |             | 0      |
|                | Union pour la France                  | 59 360       | 48,13        | 65 671      | 70,66       | 3      |
|                |                                       |              |              |             |             |        |
|                | Parti socialiste                      | 19 787       | 16,04        | 17 408      | 18,73       | 0      |
|                | Alliance des Français pour le progrès | 19 787       | 16,04        | 17 408      | 18,73       | 0      |
|                |                                       |              |              |             |             |        |
|                | Génération écologie                   | 4 679        | 3,79         |             |             | 0      |
|                | Les Verts                             | 2 617        | 2,12         | 0           |             |        |
|                | Entente des écologistes               | 7 296        | 5,92         |             |             | 0      |
|                |                                       |              |              |             |             |        |
|                | Front national                        | 17 046       | 13,82        | 9 855       | 10,60       | 0      |
|                | Parti communiste français             | 10 125       | 8,21         |             |             | 0      |
|                | Chasse, pêche, nature et traditions   | 4 467        | 3,62         | 0           |             |        |
|                | Divers écologiste                     | 2 225        | 1,80         | 0           |             |        |
|                | Extrême droite                        | 2 125        | 1,72         | 0           |             |        |
|                | Lutte ouvrière                        | 914          | 0,74         | 0           |             |        |
|                |                                       |              |              |             |             |        |
| Inscrits       | Inscrits                              | 188 948      | 100,00       | 188 921     | 100,00      | 3      |
| Abstentions    | Abstentions                           | 59 000       | 31,23        | 74 436      | 39,4        |        |
| Votants        | Votants                               | 129 948      | 68,77        | 114 485     | 60,6        |        |
| Blancs et nuls | Blancs et nuls                        | 6 603        | 5,08         | 21 551      | 18,82       |        |
| Exprimés       | Exprimés                              | 123 345      | 94,92        | 92 934      | 81,18       |        |

### Résultats par circonscription

#### Première circonscription (Troyes - Bar-sur-Aube)
| Candidat       | Candidat                    | Parti          | Premier tour | Premier tour | Second tour | Second tour |  |
| Candidat       | Candidat                    | Parti          | Voix         | %            | Voix        | %           |  |
| -------------- | --------------------------- | -------------- | ------------ | ------------ | ----------- | ----------- |  |
|                | Pierre Micaux sortant réélu | UDF (AD)       | 12 384       | 35,06        | 19 851      | 66,82       |  |
|                | Bruno Subtil                | FN             | 5 521        | 15,63        | 9 855       | 33,18       |  |
|                | Marc Bret                   | PS (ADFP)      | 5 282        | 14,95        |             |             |  |
|                | Pierre Pescarolo            | CPNT           | 3 299        | 9,34         |             |             |  |
|                | Anna Zajac                  | PCF            | 2 555        | 7,23         |             |             |  |
|                | Bruno Dionisi               | GÉ (EÉ)        | 2 484        | 7,03         |             |             |  |
|                | Marie-Jeanne Courtier       | Divers droite  | 2 118        | 6            |             |             |  |
|                | Colette Verdière            | RDRP           | 1 115        | 3,16         |             |             |  |
|                | André Veltin                | CNIP           | 562          | 1,59         |             |             |  |
|                |                             |                |              |              |             |             |  |
| Inscrits       | Inscrits                    | Inscrits       | 53 946       | 100,00       | 53 943      | 100,00      |  |
| Abstentions    | Abstentions                 | Abstentions    | 16 432       | 30,46        | 18 184      | 33,71       |  |
| Votants        | Votants                     | Votants        | 37 514       | 69,54        | 35 759      | 66,29       |  |
| Blancs et nuls | Blancs et nuls              | Blancs et nuls | 2 194        | 5,85         | 6 053       | 16,93       |  |
| Exprimés       | Exprimés                    | Exprimés       | 35 320       | 94,15        | 29 706      | 83,07       |  |

#### Deuxième circonscription (Troyes - Bar-sur-Seine)
| Candidat       | Candidat                    | Parti             | Premier tour | Premier tour | Second tour | Second tour |  |
| Candidat       | Candidat                    | Parti             | Voix         | %            | Voix        | %           |  |
| -------------- | --------------------------- | ----------------- | ------------ | ------------ | ----------- | ----------- |  |
|                | Robert Galley sortant réélu | RPR (UPF)         | 12 829       | 29,87        | 23 159      | 57,09       |  |
|                | Jean-Pierre Chérain         | PS (ADFP)         | 7 237        | 16,85        | 17 408      | 42,91       |  |
|                | Étienne Copel               | Divers droite     | 6 165        | 14,35        |             |             |  |
|                | Marc Malarmey               | FN                | 5 341        | 12,44        |             |             |  |
|                | Jacques Rigaud              | diss. RPR         | 4 416        | 10,28        |             |             |  |
|                | Jean Lefèvre                | PCF               | 3 046        | 7,09         |             |             |  |
|                | Dominique Ménissier         | Les Verts (EÉ)    | 2 617        | 6,09         |             |             |  |
|                | Maurice Bernadié            | Divers écologiste | 1 300        | 3,03         |             |             |  |
|                |                             |                   |              |              |             |             |  |
| Inscrits       | Inscrits                    | Inscrits          | 65 944       | 100,00       | 65 930      | 100,00      |  |
| Abstentions    | Abstentions                 | Abstentions       | 20 624       | 31,28        | 21 190      | 32,14       |  |
| Votants        | Votants                     | Votants           | 45 320       | 68,72        | 44 740      | 67,86       |  |
| Blancs et nuls | Blancs et nuls              | Blancs et nuls    | 2 369        | 5,23         | 4 173       | 9,33        |  |
| Exprimés       | Exprimés                    | Exprimés          | 42 951       | 94,77        | 40 567      | 90,67       |  |

#### Troisième circonscription (Nogent-sur-Seine)
| Candidat       | Candidat                | Parti             | Premier tour | Premier tour | Second tour | Second tour |  |
| Candidat       | Candidat                | Parti             | Voix         | %            | Voix        | %           |  |
| -------------- | ----------------------- | ----------------- | ------------ | ------------ | ----------- | ----------- |  |
|                | François Baroin élu     | RPR               | 12 732       | 28,25        | 22 661      | 100,00      |  |
|                | Alain Coillot           | UDF (Rad)         | 8 154        | 18,09        | Retrait     | Retrait     |  |
|                | Michel Cartelet sortant | PS (ADFP)         | 7 268        | 16,12        |             |             |  |
|                | Laurent Rohman          | FN                | 6 184        | 13,72        |             |             |  |
|                | Georges Didier          | PCF               | 4 524        | 10,04        |             |             |  |
|                | Pierre Benoit           | GÉ (EÉ)           | 2 195        | 2,59         |             |             |  |
|                | Roger Patenere          | CPNT              | 1 168        | 2,59         |             |             |  |
|                | Julien Hoel             | RDRP              | 1 010        | 2,24         |             |             |  |
|                | Anne Baicry             | Divers écologiste | 925          | 2,05         |             |             |  |
|                | Pierre Bissey           | LO                | 914          | 2,03         |             |             |  |
|                |                         |                   |              |              |             |             |  |
| Inscrits       | Inscrits                | Inscrits          | 69 058       | 100,00       | 69 048      | 100,00      |  |
| Abstentions    | Abstentions             | Abstentions       | 21 944       | 31,78        | 35 062      | 50,78       |  |
| Votants        | Votants                 | Votants           | 47 114       | 68,22        | 33 986      | 49,22       |  |
| Blancs et nuls | Blancs et nuls          | Blancs et nuls    | 2 040        | 4,33         | 11 325      | 33,32       |  |
| Exprimés       | Exprimés                | Exprimés          | 45 074       | 95,67        | 22 661      | 66,68       |  |